# Aarberg
Aarberg é uma pequena comuna da Suíça na região noroeste do país, no Cantão Berna. Aarberg localiza-se a 20 km de Berna, que é a capital do cantão e também do país.  Estende-se por uma área de 7,93 km², delimitando-se com as seguintes comunas: Bargen, Kappelen, Lyss, Radelfingen e Seedorf.

## História
A cidade foi fundada em 1220, sob o rio Aar pelo conde Ulrich III de Neuchâtel

## Crescimento populacional
| Ano  | Habitantes |
| ---- | ---------- |
| 1764 | 440        |
| 1850 | 993        |
| 1900 | 1372       |
| 1950 | 2126       |
| 1990 | 3414       |
| 2002 | 3910       |
| 2004 | 3946       |
| 2005 | 4026       |

## Personalidades
- Theodor Gohl, (Arquitetura)
- Kurt Wüthrich, (Químico e professor de biofísica) - Prémio Nobel da Química de 2002
- Martin Laciga (Jogadora de vôlei de praia)